# Йорунд
Йорунд (Jorund; ? — 440) — напівлегендарний конунг свеїв у 402—440 роках.

## Життєпис
Походив з династії Інґлінґів. Син конунга Інґві. Молодим втратив батька, тому владу здобув Альв, а потім Гуглейк. У подальшому вимушені були тікати з батьківщини.
Сноррі Стурлусон, розповідає, що Йорунд разом із братом Еріком був морським конунгом. Одного разу вони пішли в похід на Данію, де воювали з Гудльогом, конунгом Галоґаланда (у Норвегії). Всі вояки на кораблі Гудльога (Гудлауга) були перебиті, корабель конунга потоплено, а його захоплено у полон. Вони висадили його на сушу на острові Страум (Стромонес) і там повісили.
Дізнавшись про те, що конунг Гакі, який захопив землю їхніх предків, часто відпускає своє військо в набіги, брати вдерлися до Уппланду і пішли на Уппсалу. На поле Фюрі братів зустрів Гакі з невеликим військом, але він боровся настільки люто, що вбив Еріка, зрубав прапор братів і змусив Йорунда тікати до своїх кораблів. Втім одразу після битви Гакі загинув від отриманих ран, і Йорунд повернувся до Світода (східний Свеаланд).
Відповідно до легенд Йорунд довго правив країною, але при цьому кожне літо вирушав у набіги. Одного разу він висадився в Ютландії в районі Лімфьорда. Потім рушив до Оддесунда (внутрішня частина Лімфьорда). Там його зустрів Гюлауг, син Гудльога.
За «Сагою про Інґлінґів», коли жителі країни побачили це, вони всі попрямували туди з усіх боків з великими і малими кораблями. Тоді Йорунд змушений був здатися переважаючим силам, і його корабель був потоплений: сам він намагався втекти морем, але був схоплений та привезений на сушу. Конунг Гюлауг велів спорудити шибеницю, наказав підвести свейського конунга до неї і повісити. В Уппланді владу успадкував син Йорунда — Аун («Книга про ісландців»).